# Дебют королівського пішака
Дебют королівського пішака — будь-який шаховий дебют, що починається ходом 1. e4.
Цей дебют є першим ходом для відкритих та напіввідкритих початків. 
Хід 1. e4 є найпопулярнішим з-поміж перших ходів у шахах.

## Класифікація
Хід трохи менш ефективний, ніж деякі інші перші ходи. Відсоток перемог для білих становить 54,25, тоді як: 1.d4 (55,95 %), 1.Кf3 (55,8 %), 1.c4 (56,3 %) і 1.g3 (55,8 %). Оскільки майже всі шахові дебюти після 1.e4 мають власні найменування, то назву дебют королівського пішака рідко використовують, на відміну від дебют ферзевого пішака.
Просування королівського пішака на два поля є дуже корисним, оскільки він займає одне з центральних полів e4 і атакує інше центральне поле d5, а також дозволяє білим надалі розвинути короля, слона і ферзя. За легендою, Боббі Фішер сказав, що дебют королівського пішака є «найкращим на перевірку» («Best by test»).
Якщо чорні відповідають 1…e5, то такі дебюти мають назву відкриті. Якщо ж чорні у відповідь ходять якимось іншим чином крім 1…e5, то тоді це напіввідкриті дебюти.
В енциклопедії шахових дебютів (ECO) всі відповіді на 1.e4 поміщені в томи B і C. Том C містить французький захист (1.e4 e6) і відкриті дебюти (1. e4 e5). Том B — будь-які інші відповіді.